# Kaimri
Kaimri (Duits: Kaimern) is een plaats in de Estlandse gemeente Saaremaa, provincie Saaremaa. De plaats heeft de status van dorp (Estisch: küla).
Tot in oktober 2017 hoorde Kaimri bij de gemeente Salme. In die maand ging Salme op in de fusiegemeente Saaremaa.

## Bevolking
Het dorp had 7 inwoners op 31 december 2011 en ook 7 inwoners op 31 december 2021.

## Ligging
Kaimri ligt aan de oostkust van het schiereiland Sõrve, dat deel uitmaakt van het eiland Saaremaa.

## Geschiedenis
Kaimri werd voor het eerst genoemd in 1492 onder de naam Kaymer. Het dorp lag op het landgoed van Abruka.
Dwars over het schiereiland Sõrve, dat hier maar ca. 3 km breed is, liggen de restanten van een tankversperring, de Lõpe-Kaimri tankitõrjeliin. De versperring loopt van Kaimri naar Lõu aan de westkust en is in 1941 aangelegd door het Rode Leger met behulp van dwangarbeiders om de opmars van de Duitsers te vertragen. In 1944 gebruikten de Duitsers dezelfde tankversperring om de opmars van het Rode Leger te vertragen. Met enig succes, want het Rode Leger viel Saaremaa binnen op 5 oktober 1944 en Sõrve werd pas op 23 november 1944 als laatste deel van Estland door de Duitsers ontruimd.
In 1977 werd Kaimri (en ook het buurdorp Hindu) bij Anseküla gevoegd. In 1997 werd Kaimri weer een zelfstandig dorp.